# Festa Major de Sant Joan Baptista de Valls

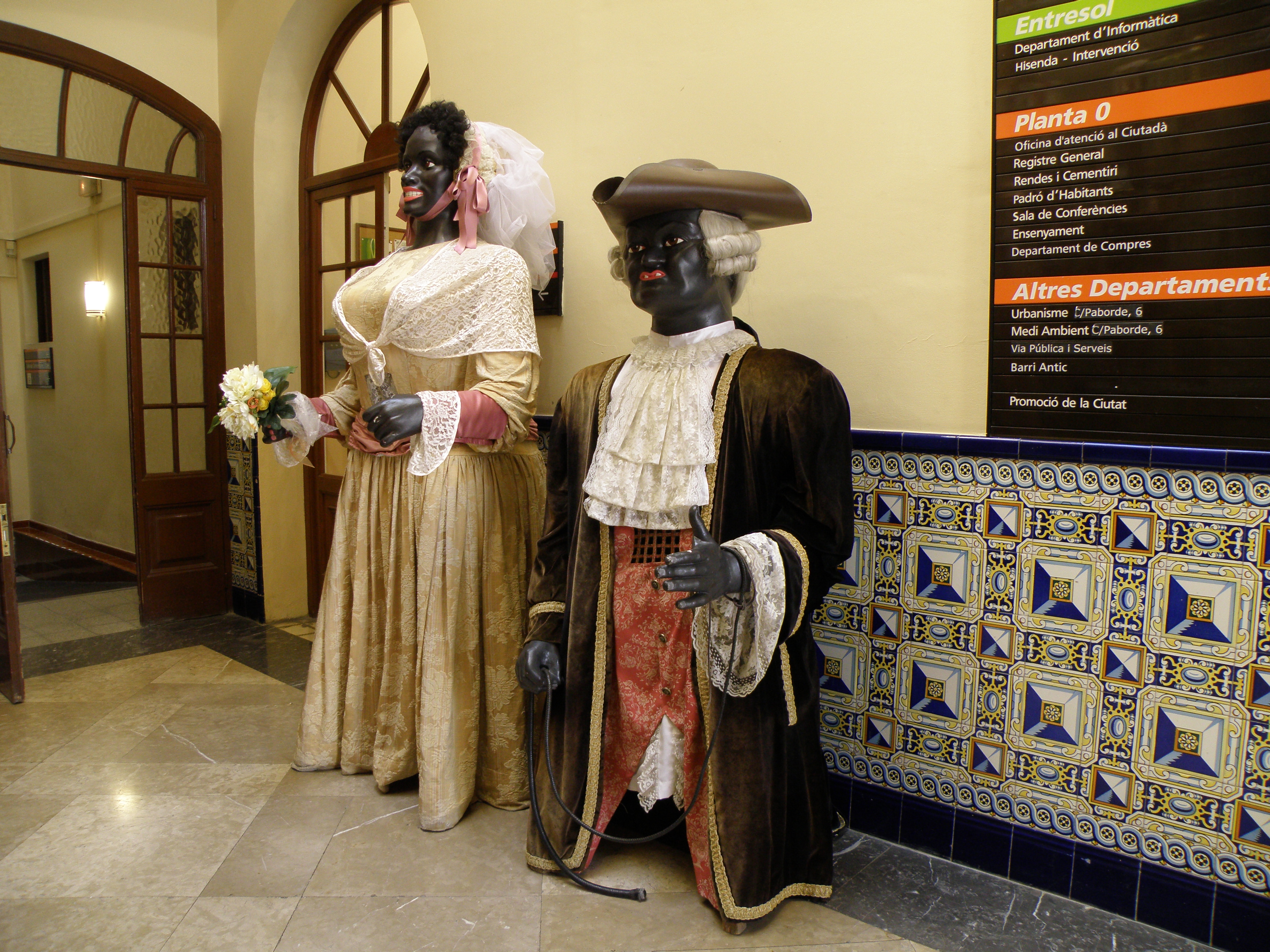
Els gegantons de Valls

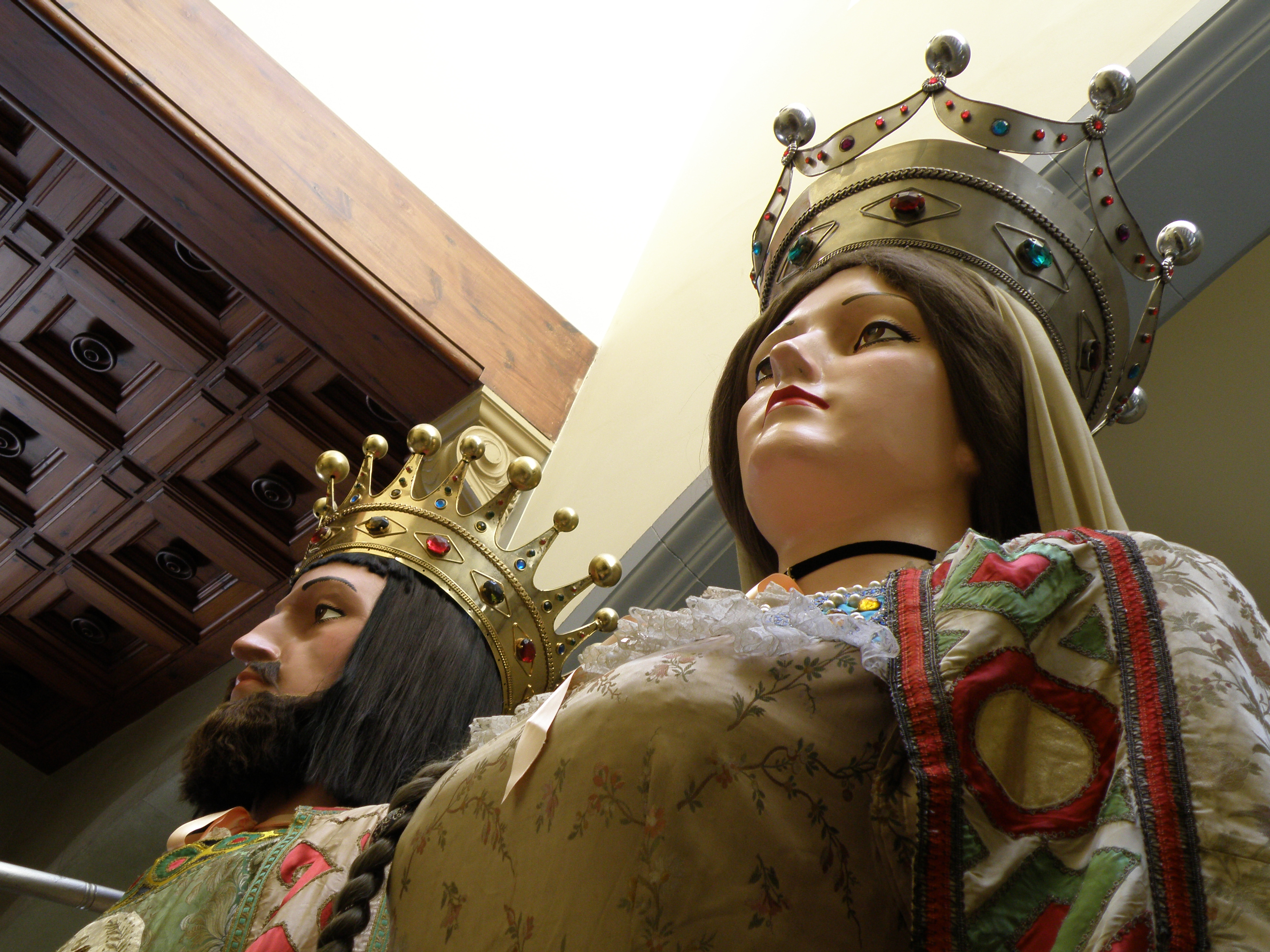
Els gegants de Valls

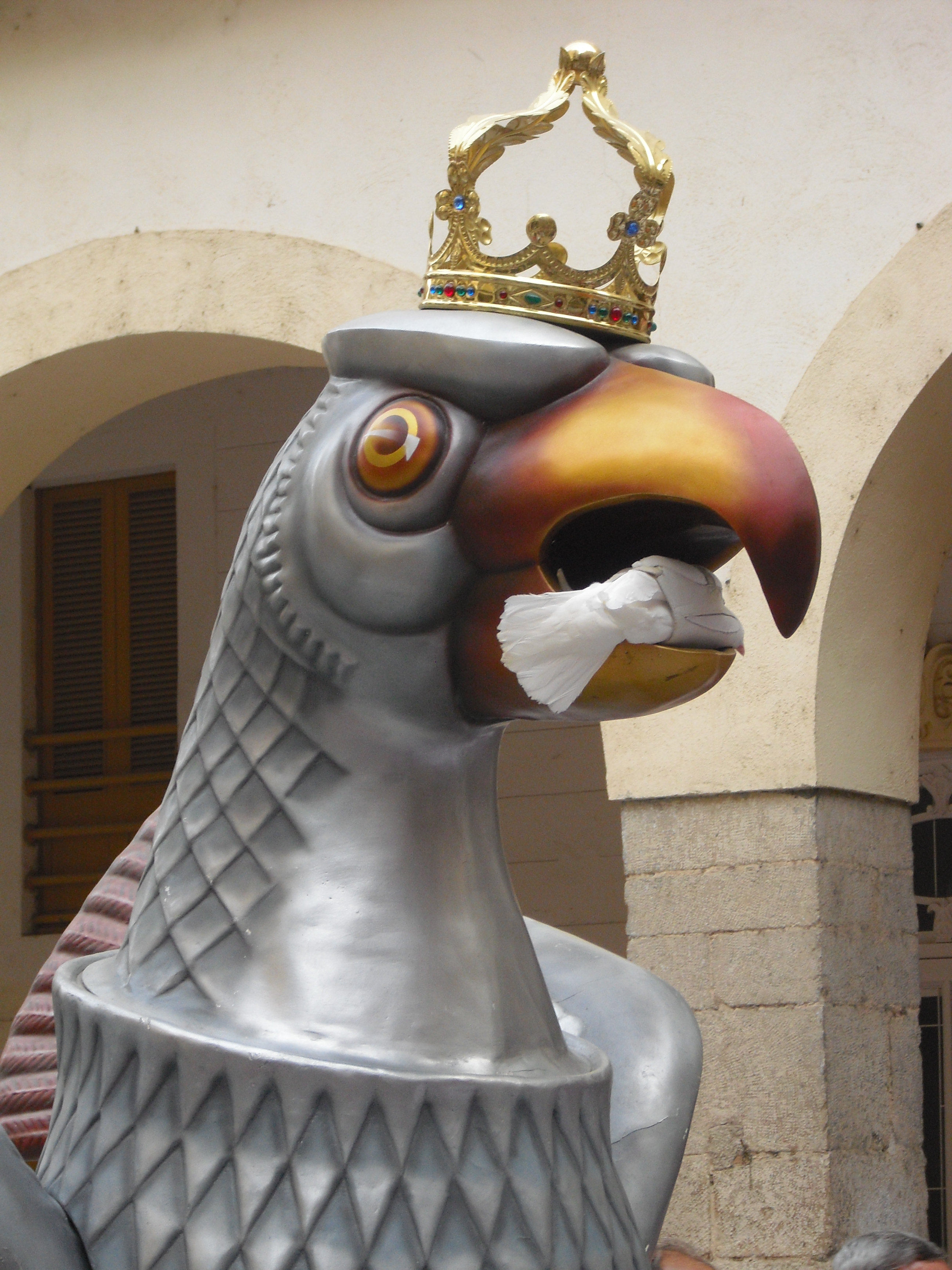
L'Àliga de Valls és de les poques que encara conserva la tradició de dur un colom viu a la boca.

La Festa Major de Sant Joan Baptista de Valls dóna el tret de sortida al calendari de les celebracions patronals d'estiu al Camp de Tarragona i és una de les grans festes majors de Catalunya. Ubicada en el temps festiu que coincideix amb el solstici d'estiu, quan els dies són més llargs i les nits més curtes, Valls conserva elements patrimonials de llarga trajectòria, com les Completes, moments cerimonials únics, i el so més atàvic dels sonadors ben afinats. Alhora, té els Xiquets de Valls, amb la festa major que obre la temporada castellera, marcada per la rivalitat dual en un entorn urbà excepcional —el quilòmetre zero del món casteller—, que ha esdevingut universal.
Una festa de fogueres en la Nit de Sant Joan. Una festa d'aromes d'anissos propis de Valls, reinventats en el ‘boladís', hereu de la beguda de principis del segle xx que combinava un raig d'anís i aigua fresca amb el ‘bolado’, mostra de la pastisseria més artesanal amb referències des de 1745 al diccionari del basc de Manuel de Larramendi. L'escriptor francès Alexandre Dumas, autor de Els tres mosqueters i El comte de Montecristo, elogiava els bolados el 1846 en el seu viatge per la península, per la capacitat de transformar l'aigua en “dolça, fresca, perfumada i excel·lent”.

## Seqüència ritual
Abans de l'inici oficial de la festa, es realitza un sorteig per establir l'ordre d'actuació de les dues colles dels Xiquets de Valls durant la diada de Sant Joan. Aquest sorteig serveix també per designar l'ambaixador de la temporada, una figura instaurada l'any 2011. Els actes previs inclouen la trobada gegantera i la trobada de corals vallenques, que aglutina les corals de la ciutat des de 1991. Durant aquests dies, Valls s'engalana amb banderes catalanes i de la ciutat, i els assaigs de les colles castelleres i els elements del seguici omplen els carrers i places, preparant la ciutat per a la festa gran.
El primer dia de la Festa Major comença amb la tradicional entrega del xumet a l'Ós a la plaça del Blat, un acte que es va iniciar el 2011. Al mateix temps, a l'Ajuntament es lliura el reconeixement Santjoaner a aquells que destaquen en la festa i les sabates als portadors de l'àliga. Un dels moments més característics és la sortida de l'àliga al balcó, acompanyada per una peça musical especial dels ministrers. Des de 2012, el Casal Popular la Turba organitza la Boladissada Popular. El dia acaba amb un concert dels ministrers i una revetlla popular que omple la ciutat d'ambient festiu.
El 22 de juny, durant l'avantvigília de la festa, destaca l'obriment de la capelleta dedicada a Sant Joan amb l'encesa de la llàntia i la interpretació de la tonada de l'antic ball parlat, un costum que es va reprendre el 2017. La capella es manté oberta durant els dies centrals de la festa, i després de la seva obertura, la Moixiganga realitza una representació completa al peu de l'església. A la tarda, a la plaça de l'Oli, es representen els balls parlats de la festa, com el ball de vells, de gitanes, de pastorets i de diables, amb els seus característics versots satírics. Des de 2012, aquests balls es programen anualment, amb el ball de diables infantil integrat el 2019. A la nit del 22 de juny, se celebra un correfoc infantil que incorpora el ball de diables infantil i el drac petit de Valls, sortint des del Pati fins a la plaça del Blat.
El 23 de juny, vigília de la festa, des de primeres hores, les entitats i veïns comencen a construir les fogueres a les places i carrers de la ciutat. A l'església de Sant Joan, es realitza l'enramada de la creu amb flor vermella, que roman decorada fins a la vigília de Nadal, quan se li atribueixen propietats especials. A migdia, el repic de campanes i la sortida dels gegants anuncien la festa. Des de 2017, els gegants són els encarregats de la sortida, substituint el seguici tradicional. A la tarda, arriba la Flama del Canigó, que és portada per voluntaris fins a la plaça del Blat, on s'encén la graella i es fa el repartiment del foc entre els barris. La jornada continua amb les Completes, un acte nocturn amb la participació del Seguici Cerimonial, que acompanya la bandera i la corporació municipal. Des de 2021, es restableix la sortida del reliquiari de Sant Joan de l'espai tradicional del retaule major. Les Completes es clouen amb el cant dels Goigs a Sant Joan, i després, l'orgue interpreta el Toc de Castells. Des de 2013, el ball de l'àliga es recupera a l'interior de l'església, seguit de la Sortida de Completes, on tots els elements festius es reuneixen a la plaça del Blat per una ballada conjunta, amb focs d'artifici i música. La jornada finalitza amb l'actuació dels Xiquets de Valls, que aixequen castells simultanis, una tradició recuperada el 2011.
El 24 de juny és el dia principal de la festa, la diada de Sant Joan Baptista. Al matí, se celebra un ofici religiós en honor a Sant Joan, amb una gran participació popular. Després, el Seguici Cerimonial es dirigeix cap a l'església de Sant Joan i, al final de l'ofici, les autoritats es desplacen fins a la Casa de la Vila, acompanyats pels diferents elements del seguici, com els grallers, els castellers i els balls tradicionals. El migdia es dedica a la diada castellera, considerada una de les més importants de la temporada. Al vespre, el Seguici Cerimonial recorre els carrers de la ciutat en el tradicional Tomb del Poble, amb la participació de diversos elements del folklore local, com l'Àliga, la Mulassa, els Nans, els Gegants i els Xiquets de Valls. La festa culmina amb el ball final a la plaça del Blat.
El 25 de juny és l'últim dia de la festa major. Des de primeres hores del matí fins a l'inici del Tomet del Poble, l'àliga petita de la Ciutat llueix des del balcó de l'Ajuntament. A partir de 2012, els gegants i gegantons de la ciutat surten de la Casa de la Vila per a l'ofici del vot del poble a la Mare de Déu del Lledó. Durant aquest acte, l'Ajuntament renova el vot del poble, portant l'oli per a la llàntia o, actualment, amb l'encesa simbòlica de la llum. Les gralles del Museu acompanyen l'ofici amb un toc d'ofertori. A la tarda, el Tomet del Poble presenta una versió infantil del seguici, amb elements com el drac petit i els gegantons petits. Aquest recorregut acaba amb les ballades a la plaça del Blat. La Moixiganga clou la festa amb el tancament de la capelleta votiva de Sant Joan Baptista.

## Els santjoaners
L'any 2006 es va crear el Reconeixement a la Trajectòria Festiva. Des de llavors, el primer dia festiu la ciutat homenatjava una persona o col·lectiu que ha tingut un paper destacat en el manteniment de la festa. A partir de l'any 2023 aquest reconeixement es lliura el matí del dia 23 de juny. Inicialment el títol rebia el nom de Reconeixement a la Trajectòria Festiva, mentre que amb els anys s'ha convertit en el títol de Santjoaner. A més de ser obsequiat amb una figura petita de l'Àliga, el Santjoaner té l'honor de dur la bandera de la Ciutat a l'anada i tornada de la Tronada i també al Tomb del Poble.
Entre el 2007 i el 2024, els reconeixements vallencs per Sant Joan han posat en valor la tasca de persones, entitats i establiments clau en la cultura i les tradicions locals. Destaca el suport al seguici festiu, com en el cas de l'Orquestra Marabú (2013), Ignasi Farré i el colom de l'Àliga (2009), o Joan Tondo i la seva nissaga d'aliguers (2007). A més, s'ha premiat la recuperació i promoció d'elements simbòlics com el Drac, la Mulassa o el Lleó gràcies a figures com Francesc Bofarull (2011) o Lluís Musté (2008). També s'ha valorat la música tradicional, amb reconeixements a Joan Serra (2006) o Francesc Sans (2021), i les espardenyes i faixes de Calçats Alentorn (2019) i Ca la Rius (2023).
Els obradors de coques de Sant Joan (2016) i les fogueres de les entitats veïnals (2018) també han rebut homenatges per la seva contribució a l'esperit festiu. A nivell individual, persones com Aurora Batet (2014), pionera de les dones castelleres, o Ramon Vilà (2024), campaner veterà, han estat reconeguts pel seu llegat cultural. Així mateix, entitats com la Unió Anelles de la Flama (2022) han estat destacades pel seu paper en la preservació de les tradicions locals.

## Les diades castelleres
La Festa Major de Valls compta amb dues diades castelleres. La primera es realitza el dia 23 a la nit, pels volts de les 11 de la nit. Des de l'any 2011 aquesta actuació es realitza a l'antiga, és a dir, si bé cada colla completa, com és habitual, 3 castells, es suprimeixen els torns i les rondes com a tals, donant peu a la possibilitat que es puguin veure simultàniament castells de les dues colles al mateix temps. La diada castellera central és el dia de Sant Joan, 24 de juny, a la una del migdia. És el primer cara a cara de les dues colles vallenques, que juntament amb la diada de Completes serveix (o servia) per iniciar la temporada tradicional de castells.
Els primers castells de 9 del segle xx de la festa major de Sant Joan van arribar el 1987, quan les dues colles vallenques van carregar el 3 de 9 amb folre. No obstant això, els castells de 9 no van tornar a la plaça del Blat per Sant Joan fins a l'any 1996. Des de llavors, cada any per la festa major s'han realitzat castells de 9 o superiors.
Entre els castells de gamma extra destaquen el 5 de 9 amb folre carregat per la Colla Vella l'any 2000 i descarregat l'any 2016, el 2 de 9 amb folre i manilles carregat per la Colla Vella l'any 2014 i descarregat l'any 2015 pels rosats i el 2016 pels vermells i el 9 de 8 de la Colla Vella carregat l'any 2015. A la diada del dia 24 s'hi ha carregat el 4 de 9 sense folre i s'hi ha intentat el 3 de 10 amb folre i manilles i el 3 de 8 aixecat per baix. El 2020 es va haver de cancel·lar a causa de la pandèmia de la COVID-19.
Les diades castelleres tenen lloc a la plaça del Blat, considerada kilòmetre zero dels castells i emplaçament on s'hi ubica l'accés principal al Museu Casteller de Catalunya.

### Castells de 9 i superiors a la diada de Sant Joan[27]
|        | Colla Vella dels Xiquets de Valls | Colla Vella dels Xiquets de Valls | Colla Vella dels Xiquets de Valls | Colla Vella dels Xiquets de Valls | Colla Joves Xiquets de Valls | Colla Joves Xiquets de Valls | Colla Joves Xiquets de Valls | Colla Joves Xiquets de Valls |
| ------ | --------------------------------- | --------------------------------- | --------------------------------- | --------------------------------- | ---------------------------- | ---------------------------- | ---------------------------- | ---------------------------- |
|        | D                                 | C                                 | I                                 | ID                                | D                            | C                            | I                            | ID                           |
| 2de8sf | 0                                 | 0                                 | 0                                 | 0                                 | 0                            | 1                            | 0                            | 0                            |
| 4de9sf | 0                                 | 0                                 | 1                                 | 0                                 | 0                            | 1                            | 0                            | 0                            |
| 3d10fm | 0                                 | 0                                 | 1                                 | 0                                 | 0                            | 0                            | 0                            | 0                            |
| 4de9fp | 3                                 | 0                                 | 0                                 | 0                                 | 0                            | 0                            | 0                            | 0                            |
| 5d9f   | 2                                 | 1                                 | 1                                 | 0                                 | 0                            | 0                            | 0                            | 0                            |
| pd8fm  | 1                                 | 0                                 | 0                                 | 0                                 | 0                            | 0                            | 0                            | 0                            |
| 2de9fm | 2                                 | 2                                 | 0                                 | 0                                 | 1                            | 0                            | 0                            | 1                            |
| 9de8   | 0                                 | 1                                 | 0                                 | 0                                 | 0                            | 0                            | 0                            | 0                            |
| 3de8pb | 0                                 | 0                                 | 2                                 | 0                                 | 0                            | 0                            | 0                            | 0                            |
| 3de9f  | 16                                | 8                                 | 3                                 | 0                                 | 18                           | 4                            | 2                            | 1                            |
| 4de9f  | 16                                | 2                                 | 0                                 | 0                                 | 8                            | 3                            | 0                            | 6                            |

## L'ambaixador dels Xiquets de Valls
La figura de l'Ambaixador dels Xiquets de Valls, creada el 2011, recau anualment en persones o institucions que han destacat pel seu vincle amb la cultura, els valors o la tradició castellera. Entre els reconeguts s'inclouen personalitats com Josep Cuní (2011), Jordi Pujol (2013), Pilarín Bayés (2022) o Pepa Plana (2023), així com institucions com la Muixeranga d'Algemesí (2015) i el camp de refugiats sahrauí de Smara (2019). Destaca Xavier Grasset (2024), ambaixador en l'any del centenari de la ràdio, pel seu compromís amb la difusió cultural i el fet casteller.

## El seguici cerimonial
El seguici cerimonial de Valls reflecteix una rica tradició festiva amb elements diversos que daten de diferents èpoques. Figures com el Drac, documentat per primer cop el 1764 i recuperat el 1985 amb una nova imatge bicèfala, comparteixen protagonisme amb altres elements històrics com el Bou, mencionat el mateix any i revitalitzat el 2012, i l'Ós, recuperat el 1999 amb un ball que escenifica una cacera tradicional. Peces més recents, com el Basilisc, incorporat el 2018, i el Lleó, del 2011, mostren l'evolució del bestiari vallenc.
Els balls també són essencials en el seguici. El Ball de Diables, documentat al segle XV i modernitzat el 1985, simbolitza la lluita entre el bé i el mal, mentre que danses com el Ball de Cercolets, recuperat el 2017, i el de Pastorets, reintroduït el 2011 en format infantil i el 2022 en versió adulta, mantenen vives antigues tradicions coreogràfiques. Finalment, els Gegants, datats ja al 1725, i altres figures com la Mulassa, els Gegantons o els Nans, amb documentació des del segle XIX, completen el patrimoni festiu que s'ha anat adaptant al llarg del temps.
Finalment, els Xiquets de Valls, amb més de dos segles d'història, mantenen viva la tradició castellera amb les diades a la plaça del Blat durant la Festa Major, destacant el seu paper cultural i competitiu a través de les colles Vella i Joves.

## El boladís
El Boladís va néixer al Casal Popular La Turba el 2006, com a part d'una campanya per recuperar el bolado, una beguda tradicional de Valls. Aquell any es va presentar com a beguda d'estiu, i durant el Firagost es va votar el seu nom. A partir de 2008 es va fer més popular gràcies a un vídeo promocional, i des de 2012, s'organitza la Boladissada Popular. La versió actual inclou bolado, granissat de llimona i anís de Valls.